# الحملة المغربية ضد التطبيع
الحملة المغربية ضد التطبيع هي حركة شعبية تأسست في المغرب لمعارضة التطبيع مع إسرائيل وتعزيز الوعي الشعبي حول مخاطر تطبيع العلاقات مع الكيان الإسرائيلي. انطلقت الحملة في عام 2020 في أعقاب توقيع اتفاقيات إبراهام بين المغرب وإسرائيل، التي رعتها الولايات المتحدة الأمريكية.

## الخلفية والسياق
في ديسمبر 2020، أعلنت المملكة المغربية تطبيع علاقاتها مع "إسرائيل" برعاية أمريكية، ضمن ما عُرف بـ"اتفاقات أبراهام". تضمن الاتفاق إعادة فتح مكاتب الاتصال، وتبادل الزيارات الرسمية، وتطوير التعاون الثنائي في عدة مجالات. هذا القرار أثار موجة من الرفض الشعبي والسياسي في المغرب، خاصة من طرف قوى مدنية وأحزاب وهيئات تنتمي إلى الطيف الإسلامي، واليساري، والحقوقي.

## أهداف الحملة
- رفض تطبيع العلاقات مع إسرائيل: تدعو الحملة إلى إلغاء كافة الاتفاقيات الموقعة مع إسرائيل، بما في ذلك التعاون الاقتصادي والسياسي والثقافي، وإلى عدم السماح بإقامة أي علاقات رسمية أو غير رسمية مع الكيان الإسرائيلي.[3][4][5]
- المقاطعة الاقتصادية والثقافية والأكاديمية: تشجع الحملة على مقاطعة إسرائيل والمقاطعة الثقافية والفنية والأكاديمية التي تمثل إسرائيل أو تروج لها.[6][7][8][9]
- دعم حقوق الفلسطينيين: تؤكد الحملة على موقفها الثابت في دعم حقوق الشعب الفلسطيني، بما في ذلك حقه في تقرير المصير وإنهاء الاحتلال الإسرائيلي للأراضي الفلسطينية.[10]

## أبرز الفاعلين في الحملة
- الجبهة المغربية لدعم فلسطين وضد التطبيع: تُعد الجبهة المغربية لدعم فلسطين وضد التطبيع الإطار الأبرز في قيادة الحملة. أُنشئت هذه الجبهة في أوائل عام 2021 وتضم أكثر من 15 هيئة مدنية وسياسية ونقابية، منها: الجمعية المغربية لحقوق الإنسان، جماعة العدل والإحسان، فيدرالية اليسار، حركة التوحيد والإصلاح، وغيرها من المكونات اليسارية والإسلامية.
- جمعية مناهضة الصهيونية، ومنظمات طلابية وأكاديمية.[11][12]
- علماء ومفكرون وشخصيات عامة يشاركون في الندوات والحملات الإعلامية.[13]
- مغربيات ضد التطبيع: مبادرة نسائية مهمة بعنوان "مغربيات ضد التطبيع"، أُعلن عن تأسيسها في الرباط نهاية فبراير 2025. تهدف هذه الهيئة إلى تنظيم نضال النساء المغربيات لدعم القضية الفلسطينية ومناهضة التطبيع، وتعزيز دورهن في حملة المقاطعة وإشاعة قيم التضامن ورفض الظلم في أوساطهن. تترأس الهيئة خديجة الرياضي، الرئيسة السابقة للجمعية المغربية لحقوق الإنسان، وتضم في قيادتها 12 عضوة يمثلن هيئات مدنية متنوعة من اليساريين والإسلاميين.[14]

## الأنشطة والفعاليات
- المظاهرات والاحتجاجات: نظمت الحملة العديد من المظاهرات في المدن المغربية الكبرى مثل الدار البيضاء والرباط ومراكش، احتجاجًا على تطبيع العلاقات مع إسرائيل، ودعماً للقضية الفلسطينية.[15][16][17]
- حملات المقاطعة: أطلقت الحملة حملات توعية في الأسواق المغربية، حاثة المواطنين على تجنب شراء المنتجات الإسرائيلية ودعوة الشركات إلى وقف التعامل مع الشركات الإسرائيلية. [18][19][8]
- الضغط على الحكومة المغربية: مارست الحملة ضغوطًا على الحكومة المغربية للعدول عن تطبيع العلاقات مع إسرائيل، من خلال تنظيم وقفات احتجاجية أمام البرلمان المغربي.[20]

## ردود فعل السلطات والأحزاب
واجهت الحملة بعض الانتقادات من بعض الشخصيات السياسية والإعلامية، التي دافعت عن تطبيع العلاقات باعتباره خطوة لتحسين العلاقات الاقتصادية والفرص التجارية مع إسرائيل. كما تم تقييد بعض الأنشطة الحركية من قبل السلطات المحلية في بعض الأحيان، التي اعتبرت هذه الحركات تهديدًا للاستقرار الوطني.

## الدعم الشعبي والمؤسساتي
حظيت الحملة بدعم من فئات واسعة في المجتمع المدني المغربي، بما في ذلك النقابات العمالية وحركات الشباب والمنظمات غير الحكومية. كما انضم العديد من الشخصيات العامة والمثقفين إلى الحملة للتأكيد على موقفهم المناهض للتطبيع.

## روابط خارجية
- الجبهة المغربية لدعم فلسطين ومناهضة التطبيع على فيسبوك